# Ганковце (округ Гуменне)
Ганковце (словац. Hankovce) — село в Словаччині, Гуменському окрузі Пряшівського краю. Розташоване в східній частині Словаччини в південній частині Низьких Бескидів в долині Лабірця на автошляху Гуменне—Меджилабірці.
Уперше згадується у 1567 році.
У селі є римо-католицький костел з 1835/1912/2003 (новий) року.

## Населення
| Рік:            | 1993 | 2003    | 2013    | 2023     |
| --------------- | ---- | ------- | ------- | -------- |
| Кількість осіб: | 559  | 577     | 541     | 486      |
| Різниця:        |      | +3,22 % | -6,23 % | -10,16 % |

| Рік:            | 2022 | 2023    |
| --------------- | ---- | ------- |
| Кількість осіб: | 504  | 486     |
| Різниця:        |      | -3,57 % |

У селі проживає 537 осіб.
Національний склад населення (за даними останнього перепису населення — 2001 року):
- словаки — 99,32 %,
- чехи — 0,51 %.

Склад населення за приналежністю до релігії станом на 2001 рік:
- римо-католики — 98,63 %,
- греко-католики — 1,02 %,
- не вважають себе вірянами або не належать до жодної вищезгаданої конфесії — 0,34 %.